# Platzspitzbaby
 (juin 2021).
 (juin 2021).
Si vous disposez d'ouvrages ou d'articles de référence ou si vous connaissez des sites web de qualité traitant du thème abordé ici, merci de compléter l'article en donnant les références utiles à sa vérifiabilité et en les liant à la section « Notes et références ».
Pour plus de détails, voir Fiche technique et Distribution.
Platzspitzbaby ou Les enfants du Platzspitz est un film suisse réalisé par Pierre Monnard, sorti en 2020.
Le scénario est une adaptation du roman autobiographique du même nom publié en 2013 par Michelle Halbheer.

## Synopsis
Mia, une toute jeune adolescente demeure sous le même toit que sa mère toxicomane. Dans cette dernière décennie du vingtième siècle, la ville de Zurich accueille alors une scène ouverte de la drogue d'envergure internationale, laissant dans son sillage des situations familiales tragiques, inédites et ubuesques. Son père, désireux de prendre Mia en charge est systématiquement renvoyé sur les roses par les services sociaux, en dépit de tout bon sens. Mia doit trouver son chemin pour ne pas sombrer avec sa mère et faire le deuil d'une relation qu'elle est incapable de porter sur ses fragiles épaules, malgré toute sa bonne volonté, son amour et son courage. Seule et impuissante, elle finit par se résoudre à abandonner sa mère à son sort et rejoindre son père. 

## Fiche technique
- Directeur de la photographie : Daran Bragg
- Montage : Sophie Blöchlinger
- Producteurs : Peter Reichenbach, Roland Stebler
- Sociétés de production : C-films AG, SRG SSR, Teleclub, Ascot Elite Entertainement

## Distribution
- Sarah Spale : Sandrine, la mère
- Luna Mwezi : Mia, la fille
- Delio Malär : Buddy Franco, l'ami imaginaire de Mia
- Jerry Hoffmann : André, le père
- Anouk Petri : Lola
- Caspar Kaeser : Gasser
- Jael Toppler : Sophie
- Emilio Marchisella : Kieran
- Jorik Wenger : Yannick
- Lea Whitcher : L'assistante sociale, Mme Bucher
- Esther Gemsch : Mme Schuler
- Thomas U. Hostettler : Serge

## Production
Le tournage a eu lieu à Zurich, Winterthour, Wald, Rüti ZH, Saland, Pfäffikon ZH et Bischofszell.

## Distinctions

### Récompenses
- 2021 : Prix de la meilleure interprétation féminine décerné à Sarah Spale au Swiss Films Award[2].
- 2021 : Prix spécial de l’Académie décerné à la costumière Linda Harper au Swiss Films Award[3].

### Sélections
- 2020 : sélectionné au Festival international du film de Varsovie.